# Stuart Braithwaite
Stuart Leslie Braithwaite (Dalserf, 1976. május 10. –) skót zenész, énekes és dalszerző. Leginkább a Mogwai posztrock együttes gitárosaként ismert. Tagja a Minor Victories supergroupnak.
Vegetáriánus és a PETA támogatója.

## Életpályája

### Fiatalkora
Braithwaite fiatalon leginkább a The Cure, a Joy Division, a The Stooges, a The Velvet Underground, a Black Sabbath és más hasonló együttesek dalait hallgatta. 1987 és 1993 között a Strathaven Academy tanulója volt. A Mogwai megalakulása előtt az 1995 júniusában feloszlott Deadcat Motorbike frontembere volt, valamint a skót Eska együttes dobosa volt.

### A Mogwai megalakulása
Stuart és Dominic Aitchison először egy glasgow-i diákszövetkezet, a Queen Margaret Union rendezvényén, egy Ned's Atomic Dustbin koncerten találkoztak 1991. április 10-én. Négy évvel később a régi iskolatárssal, Martin Bullochhal megalapították a Mogwait.

### Szólókarrierje
2000-ben Braithwaite a Mighty Joe Young Trio zenekarral dolgozott együtt. 2000-ben és 2002-ben több szólókoncertje is volt. 2002-ben Aidan Moffattal és Colin "Sheepy" McPhersonnal elkészítették a The Sick Anchors című középlemezt.

## Zenei stílusa
Zenéiben sokszor használ effekteket, ezzel ambient, instrumentális gitárszólókat hozva létre. Posztrock előadóként az egyszerűbb, melankolikusabb hangzásokat részesíti előnyben.

## Fordítás
Ez a szócikk részben vagy egészben  a   Stuart Braithwaite című angol Wikipédia-szócikk ezen változatának fordításán alapul.  Az eredeti cikk szerkesztőit annak laptörténete sorolja fel. Ez a jelzés csupán a megfogalmazás eredetét és a szerzői jogokat jelzi, nem szolgál a cikkben szereplő információk forrásmegjelöléseként.